# Dachauer Haustafel

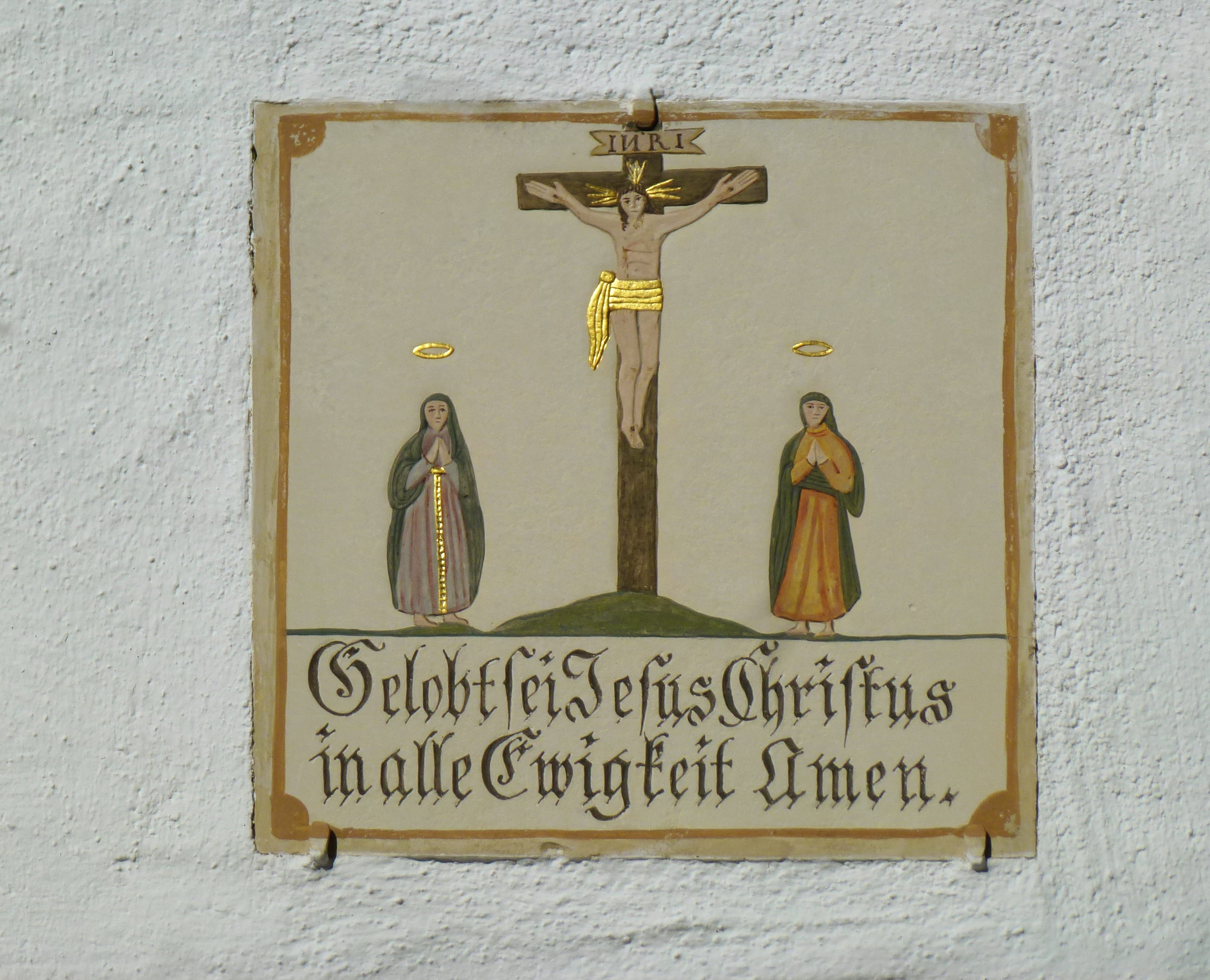
Haustafel am Pfarrhaus in Sulzemoos

Die Dachauer Haustafeln sind Schmuck und Schutzsymbol zugleich. Sie waren besonders im 19. Jahrhundert an vielen Bauern- und Handwerkerhäusern im Dachauer Land an den Fassaden zu finden.

## Beschreibung und Vorkommen
Die Tafeln aus Solnhofer Kalkstein zeigen religiöse Motive, die als Flachrelief in die Steinplatten gemeißelt und bemalt wurden. Diese Platten sind 25 mal 25 Zentimeter bis 50 mal 50 Zentimeter groß. Sie sind bis heute an den Hausfassaden im Landkreis Dachau zu sehen. Diese bäuerliche Volkskunst ist nur im Landkreis Dachau und der näheren Umgebung zu finden.
„Manch einem, der besinnlich durch die Höfe wandert, mögen die kleinen Bildwerke in Solnhofener Kalkstein aufgefallen sein ob ihrer in Form und Fassung so eigentümlichen Art, die sich wie von selbst einfügen in die einfache, fast karge Zweckmäßigkeit des bäuerlichen Hauses“, heißt es im Jahrbuch des Bayerischen Heimatbundes von 1938.
Um 1930 sollen über 300 Haustafeln existiert haben. Viele Dachauer Haustafeln stehen auf der bayerischen Denkmalliste als Kleindenkmale.

## Beispiele

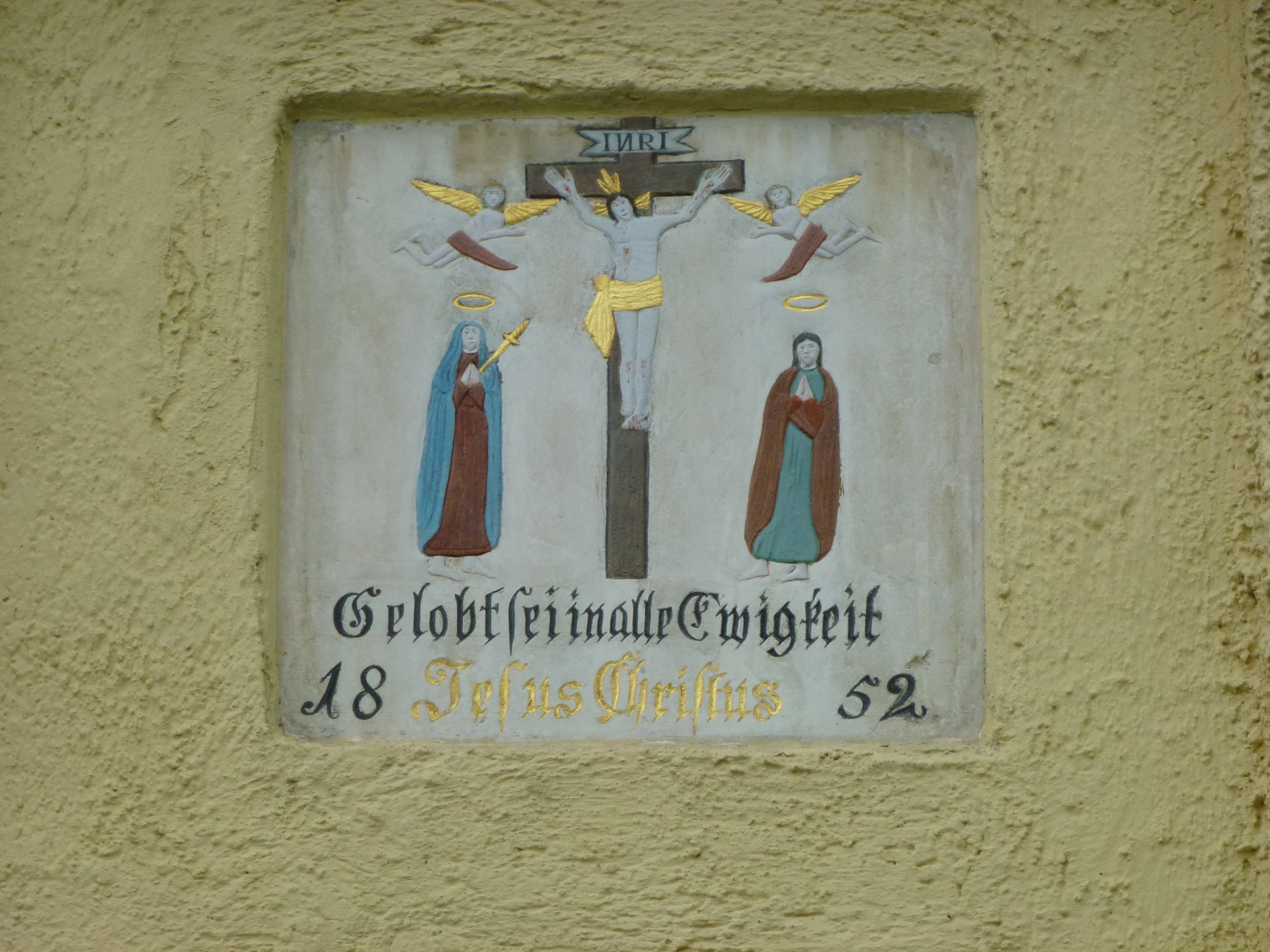
Haustafel in Bergkirchen mit der Inschrift „Gelobt sei in alle Ewigkeit Jesus Christus 1852“
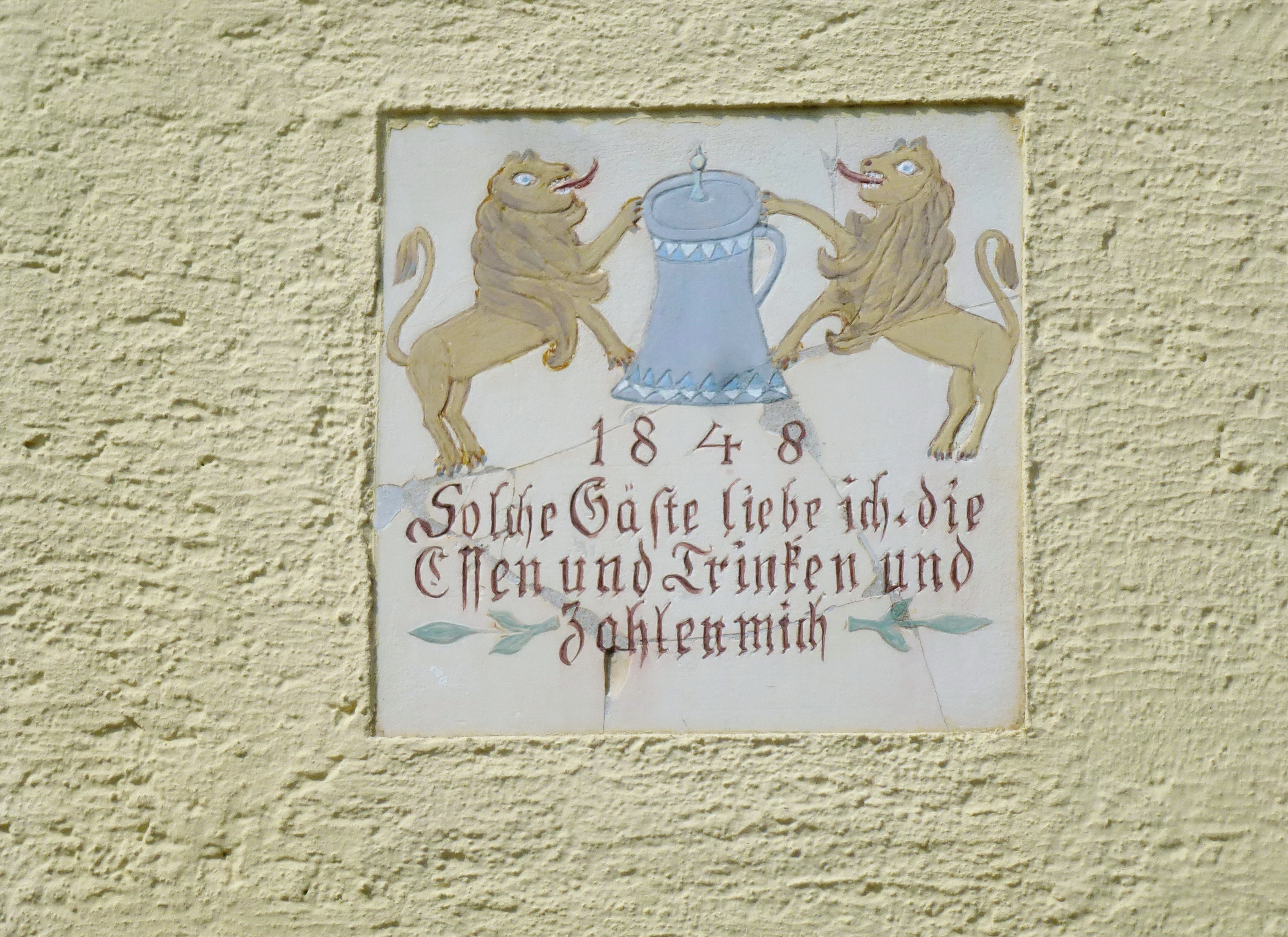
Haustafel an einer Gaststätte in Oberbachern mit der Inschrift „1848 Solche Gäste liebe ich, die Essen und Trinken und zahlen mich“
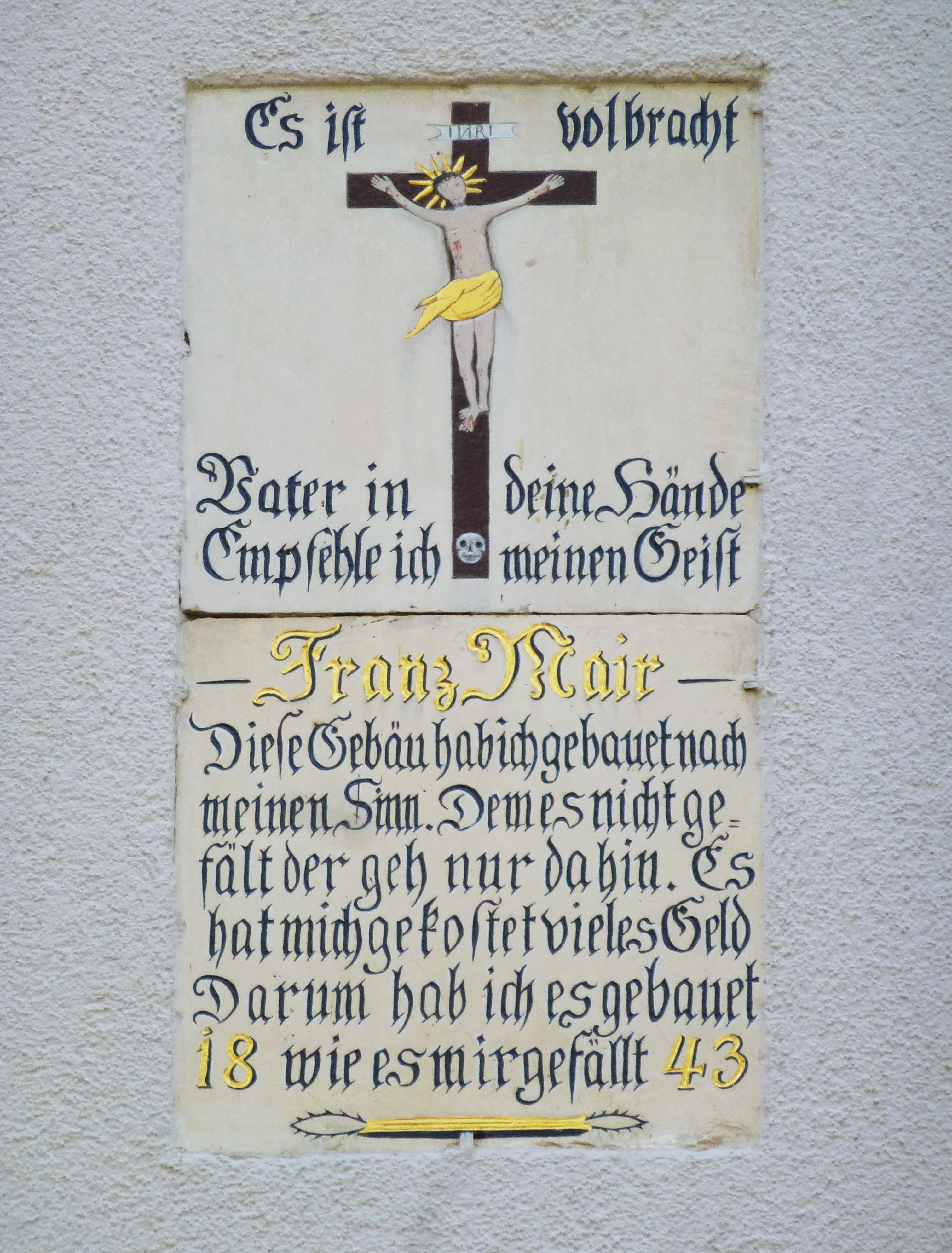
Haustafel in Pellheim
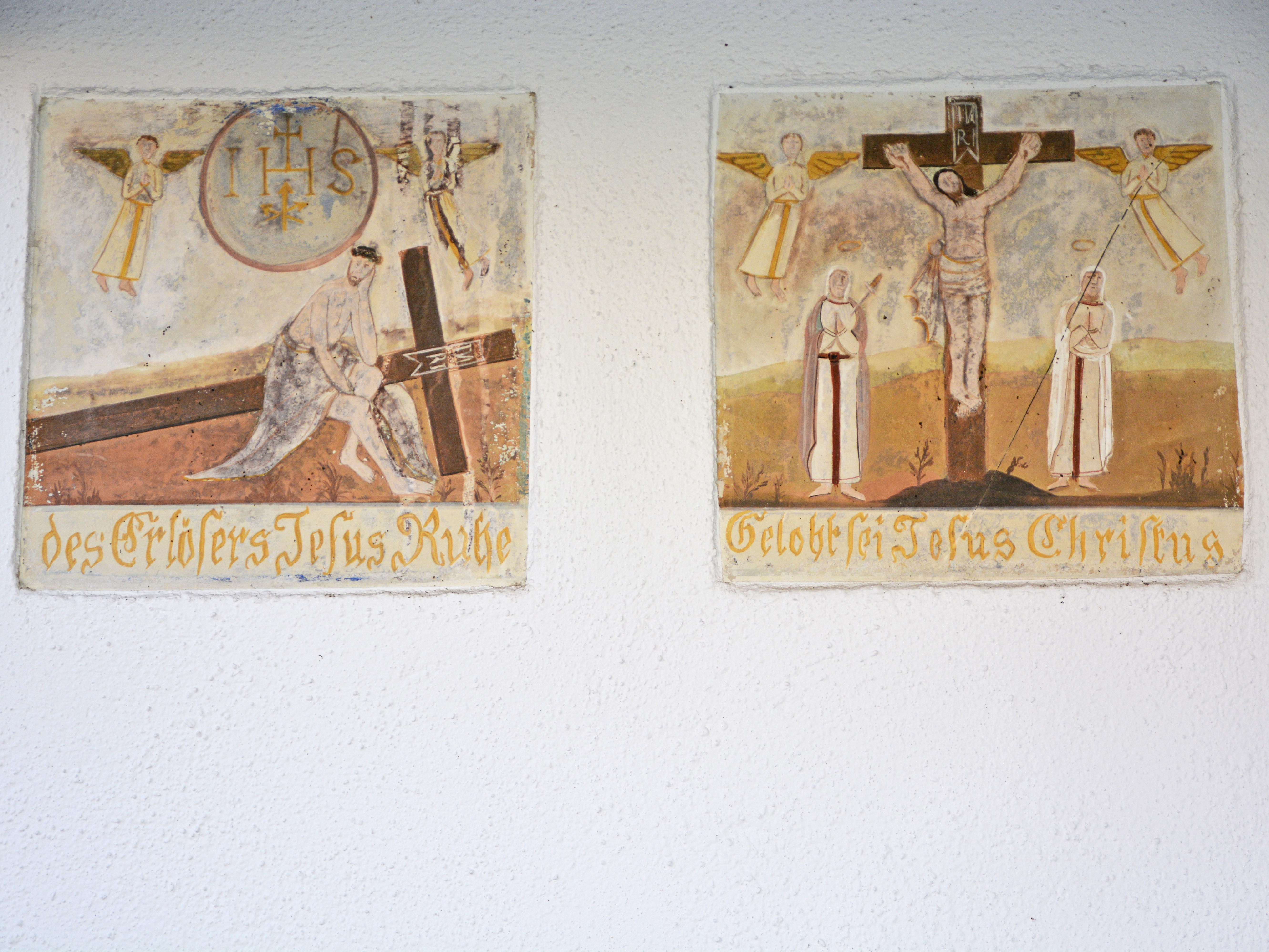
Dachauer Haustafel in Eisenhofen, Untere Dorfstr. 32
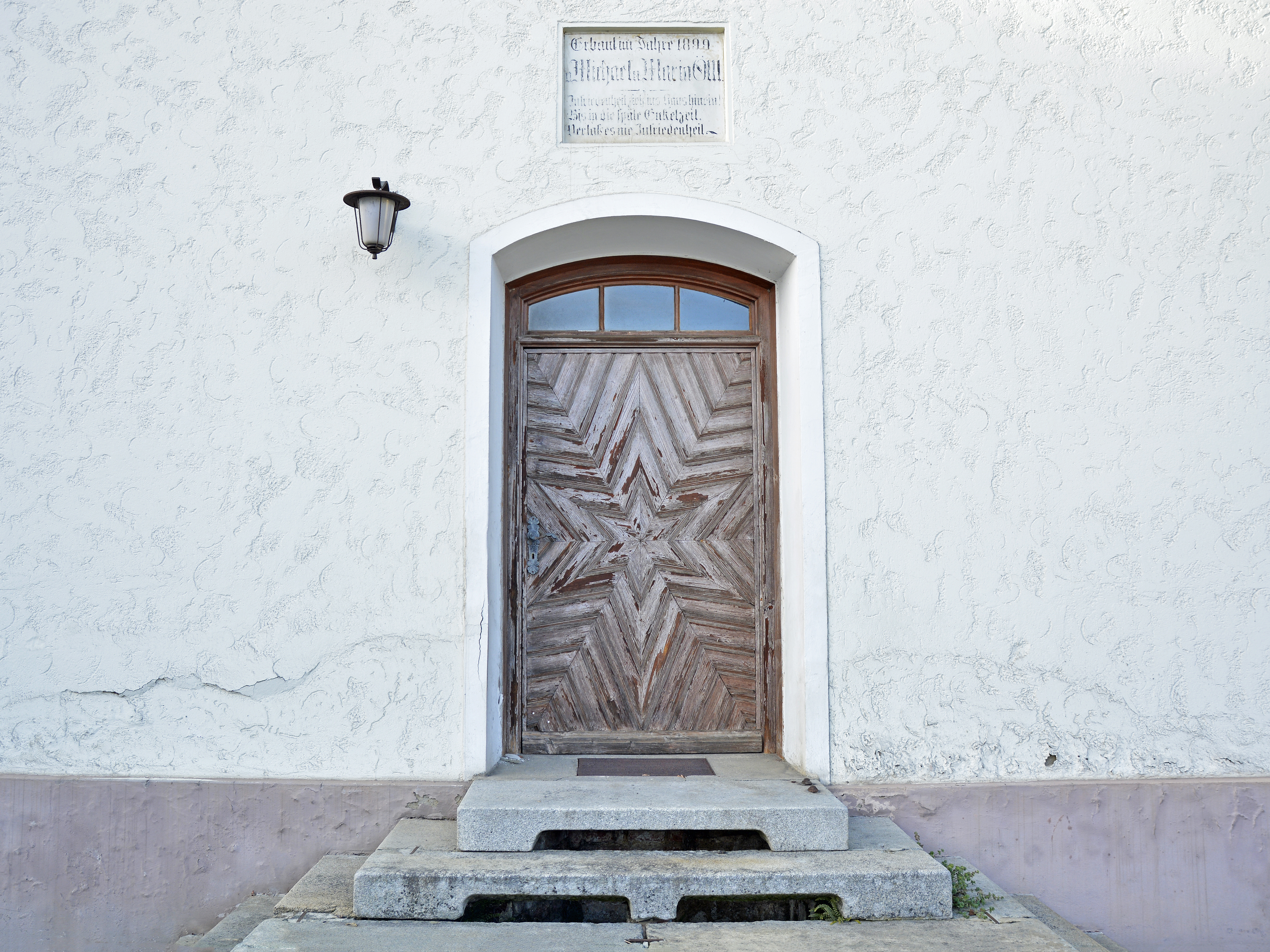
Dachauer Haustafel in Tandern, Hauptstrasse 3
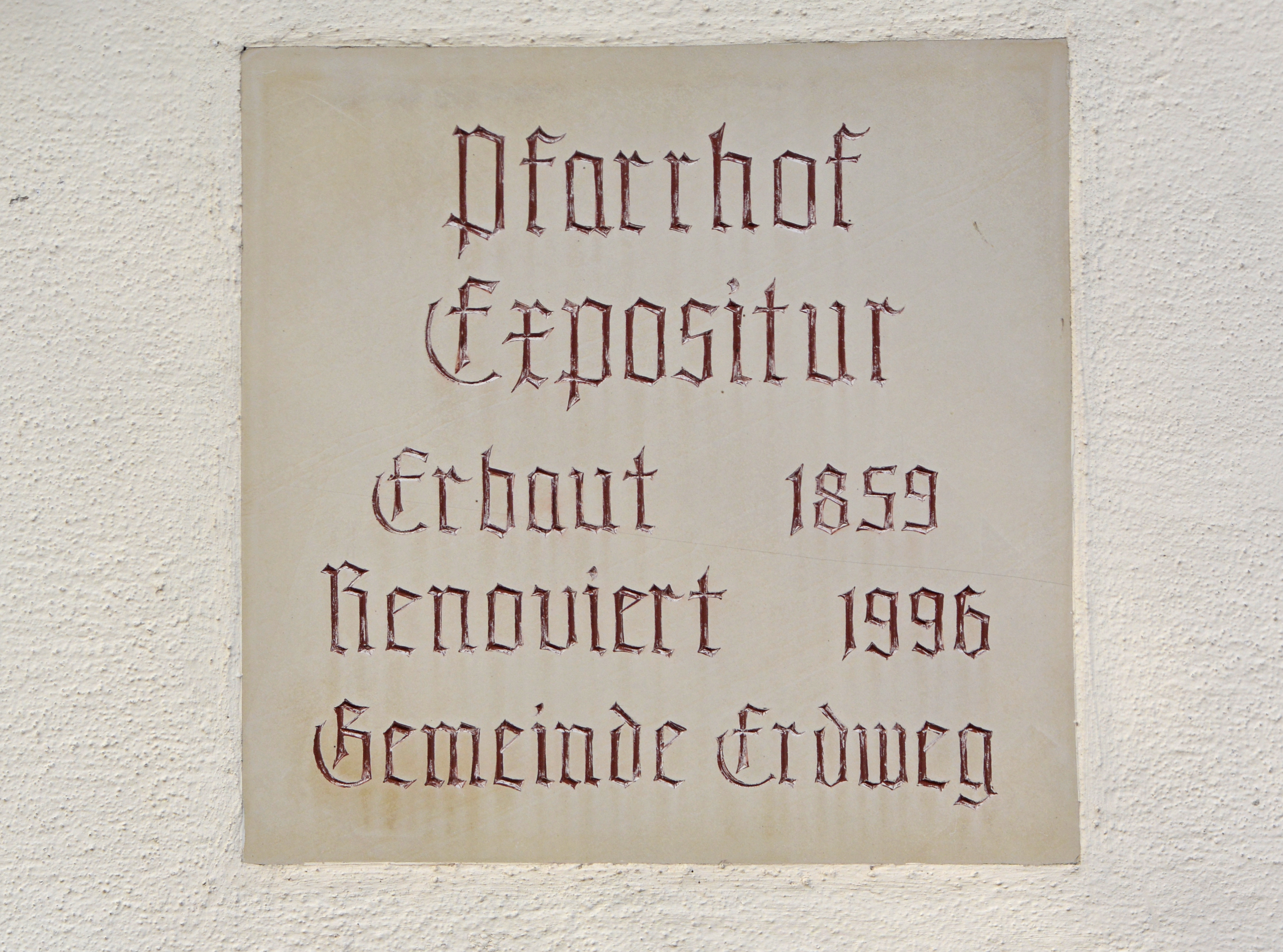
Dachauer Haustafel in Grossberghofen (Erdweg) – ehemaliger Pfarrhof, heute Hutter-Museum